# آگوردات
آگوردات (به انگلیسی: Agordat) شهری در کشور اریتره است.